# آب (ترانه تایلا)
آب (انگلیسی: Water) ترانه‌ای از تایلا، خواننده اهل آفریقای جنوبی برای نخستین آلبوم استودیویی او به نام تایلا (۲۰۲۴) است. این ترانه در ۲۸ ژوئیه توسط فکس و اپیک رکوردز به عنوان تک‌آهنگ آغازین این آلبوم منتشر شد. نسخه‌های ریمیکس این ترانه با همکاری رپر آمریکایی تراویس اسکات و تهیه‌کننده موسیقی مارشملو در ۱۷ نوامبر ۲۰۲۳ منتشر شد.

## جدول‌های موسیقی
| جدول (۲۰۲۳–۲۰۲۴)                                    | بالاترین جایگاه |
| --------------------------------------------------- | --------------- |
| استرالیا (ای‌آرآی‌ای)                                 | ۶               |
| اتریش (او۳ تاپ ۴۰ اتریش)                            | ۴۶              |
| بلژیک (اولتراتاپ ۵۰ فلاندرز)                        | ۳۰              |
| بلژیک (اولتراتاپ ۵۰ والونی)                         | ۱۲              |
| ۵۹                                                  |                 |
| بلغارستان (پروفون)                                  | ۲               |
| کانادا (۱۰۰ تک‌آهنگ داغ کانادا)                      | ۱۵              |
| سی‌اچ‌آر/تاپ ۴۰ کانادا (بیلبورد)                      | ۶               |
| کشورهای مستقل همسود (تاپ‌هیت)                        | ۳۲              |
| کرواسی (اچ‌آرتی)                                     | ۲۶              |
| دانمارک (ترک‌لیسن)                                   | ۱۰              |
| استونی ایرپلی (تاپ‌هیت)                              | ۳               |
| فرانسه (اس‌ان‌ئی‌پی)                                   | ۲۲              |
| آلمان (جدول‌های رسمی آلمان)                          | ۲۵              |
| ۲۰۰ آهنگ جهانی (بیلبورد)                            | ۶               |
| یونان بین‌المللی (آی‌اف‌پی‌آی)                          | ۵               |
| ایسلند (تون لیستین)                                 | ۱۴              |
| ایرلند (ایرما)                                      | ۶               |
| اسرائیل (مدیا فارست)                                | ۱۶              |
| تک‌آهنگ‌های داغ خارجی ژاپن (بیلبورد ژاپن)             | ۹               |
| لتونی (ال‌ای‌آی‌پی‌ای)                                  | ۱۴              |
| لتونی ایرپلی (ال‌ای‌آی‌پی‌ای)                           | ۳               |
| لیتوانی (آگاتا)                                     | ۱۴              |
| لیتوانی ایرپلی (تاپ‌هیت)                             | ۹               |
| لوکزامبورگ (بیلبورد)                                | ۶               |
| منا (آی‌اف‌پی‌آی)                                      | ۱۱              |
| هلند (۴۰ آهنگ برتر)                                 | ۲۶              |
| هلند (۱۰۰ تک‌آهنگ برتر)                              | ۶               |
| نیوزیلند (آرام‌ان‌زی)                                 | ۱               |
| نیجریه (ترن تیبل تاپ ۱۰۰)                           | ۱۳              |
| نروژ (وی‌جی-لیستا)                                   | ۱۴              |
| پاناما (پرودوس)                                     | ۱۰              |
| فیلیپین (بیلبورد)                                   | ۴               |
| لهستان (تاپ ۱۰۰ ایرپلی لهستان)                      | ۲۲              |
| لهستان ( تاپ ۱۰۰ استریم لهستان)                     | ۸۳              |
| پرتغال (ای‌اف‌پی)                                     | ۹               |
| رومانی (یوپی‌اف‌آر)                                   | ۱               |
| رومانی (پخش رادیویی رومانی)                         | ۱               |
| رومانی (پخش تلویزیونی رومانی)                       | ۱               |
| سنگاپور (آرآی‌ای‌اس)                                  | ۱۴              |
| ۲۴                                                  |                 |
| ۵۷                                                  |                 |
| ۳                                                   |                 |
| ایرپلی آفریقای جنوبی (تی‌اواس‌ای‌سی)                   | ۱               |
| سورینام (تاپ ۴۰ بین‌المللی)                          | ۱               |
| سوئد (فهرست برترین‌های سوئد)                         | ۱۰              |
| سوئیس (شوایزر هیت‌پاراد)                             | ۱۱              |
| ترکیه (رادیومانیتور ترکیه)                          | ۹               |
| امارات (آی‌اف‌پی‌آی)                                   | ۱               |
| تک‌آهنگ‌های بریتانیا (اوسی‌سی)                         | ۴               |
| بریتانیا افروبیت (اوسی‌سی)                           | ۱               |
| آراندبی/هیپ هاپ بریتانیا (اوسی‌سی)                   | ۱               |
| بیلبورد هات ۱۰۰ ایالات متحده                        | ۷               |
| پاپ بزرگسالان ایرپلی ایالات متحده (بیلبورد)         | ۱۸              |
| ترانه‌های افروبیت ایالات متحده (بیلبورد)             | ۱               |
| ایرپلی رقص/میکس شو ایالات متحده (بیلبورد)           | ۱               |
| ترانه‌های داغ آراندبی/هیپ-هاپ ایالات متحده (بیلبورد) | ۴               |
| ۴۰ آهنگ برتر جریان اصلی ایالات متحده (بیلبورد)      | ۶               |
| ایرپلی آراندبی/هیپ-هاپ ایالات متحده (بیلبورد)       | ۲               |
| ریتمیک ایالات متحده (بیلبورد)                       | ۱               |
| فروش ترانه‌های دیجیتال ایالات متحده (بیلبورد)        | ۱               |
| ونزوئلا (گزارش ضبط)                                 | ۳۶              |

| جدول (۲۰۲۳–۲۰۲۴)                  | بالاترین جایگاه |
| --------------------------------- | --------------- |
| استونی ایرپلی (تاپ‌هیت)            | ۶۶              |
| تک‌آهنگ‌های داغ نیوزیلند (آرام‌ان‌زی) | ۶               |
| سن مارینو (تاپ ۵۰)                | ۳۸              |
| سوئد (فهرست برترین‌های سوئد)       | ۷۵              |

| جدول (۲۰۲۳–۲۰۲۴)                      | بالاترین جایگاه |
| ------------------------------------- | --------------- |
| سی‌آی‌اس ایرپلی (تاپ‌هیت)                | ۳۵              |
| استونی ایرپلی (تاپ‌هیت)                | ۴               |
| لتونی ایرپلی (تاپ‌هیت)                 | ۲۳              |
| لیتوانی ایرپلی (تاپ‌هیت)               | ۱۴              |
| رومانی ایرپلی (تاپ‌هیت)                | ۲               |
| اسلواکی (رادیو – تاپ ۱۰۰)             | ۴۲              |
| اسلواکی (تک‌آهنگ‌های دیجیتال – تاپ ۱۰۰) | ۸۶              |

| جدول (۲۰۲۴)            | بالاترین جایگاه |
| ---------------------- | --------------- |
| استونی ایرپلی (تاپ‌هیت) | ۶۵              |

| جدول (۲۰۲۳)                 | جایگاه |
| --------------------------- | ------ |
| هلند (۱۰۰ تک‌آهنگ برتر هلند) | ۸۲     |
| سوئیس (جدول موسیقی سوئیس)   | ۹۵     |

## گواهی‌نامه‌ها
| منطقه                                                                            | گواهی       | واحد گواهی‌شده/فروش |
| -------------------------------------------------------------------------------- | ----------- | ------------------ |
| استرالیا (آی‌اف‌پی‌آی استرالیا)                                                     | ۳× Platinum | ۲۱۰٬۰۰۰            |
| اتریش (فونوگرافی اتریش)                                                          | Gold        | ۱۵٬۰۰۰             |
| بلژیک (بی‌ئی‌ای)                                                                   | Platinum    | ۴۰٬۰۰۰             |
| برزیل (پرو موزیکا برزیل)                                                         | Diamond     | ۱۶۰٬۰۰۰            |
| کانادا (میوزیک کانادا)                                                           | ۳× Platinum | ۲۴۰٬۰۰۰            |
| دانمارک (آی‌اف‌پی‌آی)                                                               | Platinum    | ۹۰٬۰۰۰             |
| فرانسه (اس‌ان‌ئی‌پی)                                                                | Platinum    | ۲۰۰٬۰۰۰            |
| مجارستان (مجارستان)                                                              | Platinum    | ۰                  |
| ایتالیا (اف‌آی‌ام‌آی)                                                               | Gold        | ۵۰٬۰۰۰             |
| مکزیک (امپروفون)                                                                 | طلا         | ۷۰٬۰۰۰             |
| نیوزیلند (آرآی‌ای‌ان‌زد)                                                            | ۲× Platinum | ۶۰٬۰۰۰             |
| لهستان (زدپی‌ای‌وی)                                                                | Platinum    | ۵۰٬۰۰۰             |
| پرتغال (انجمن صنفی گرامافون)                                                     | ۲× Platinum | ۲۰٬۰۰۰             |
| South Africa                                                                     | ۳× Platinum | ۶۰٬۰۰۰*            |
| اسپانیا (سازنده‌های موسیقی)                                                       | Gold        | ۳۰٬۰۰۰             |
| سوئیس (آی‌اف‌پی‌آی سوئیس)                                                           | ۲× Platinum | ۴۰٬۰۰۰             |
| بریتانیا (بی‌پی‌آی)                                                                | Platinum    | ۶۰۰٬۰۰۰            |
| ایالات متحده (آرآی‌ای‌ای)                                                          | ۲× Platinum | ۲٬۰۰۰٬۰۰۰          |
| استریم                                                                           |             |                    |
| یونان (آی‌اف‌پی‌آی یونان)                                                           | Platinum    | ۲٬۰۰۰٬۰۰۰          |
| سوئد (گی‌ال‌اف)                                                                    | Gold        | ۴٬۰۰۰٬۰۰۰          |
| رقم فروش+پخش جاری تنها بر پایهٔ گواهی‌ها. · رقم فقط پخش جاری تنها بر پایهٔ گواهی‌ها. |             |                    |

## تاریخچه انتشار
| منطقه        | تاریخ         | فرمت(ها)              | ناشر(ها)         | منابع |
| ------------ | ------------- | --------------------- | ---------------- | ----- |
| مختلف        | ۲۸ ژوئیه ۲۰۲۳ | دانلود دیجیتال استریم | فکس اپیک         |       |
| پرتغال       | ۲۸ ژوئیه ۲۰۲۳ | دانلود دیجیتال استریم | اپیک             |       |
| بریتانیا     | ۲۸ ژوئیه ۲۰۲۳ | دانلود دیجیتال استریم | Since '93 آرسی‌ای |       |
| ایالات متحده | ۳ اکتبر ۲۰۲۳  | ریتمیک معاصر          | اپیک             |       |
| ایتالیا      | ۱۳ اکتبر ۲۰۲۳ | هیت رادیو معاصر       | سونی             |       |
| ایالات متحده | ۲۴ اکتبر ۲۰۲۳ | هیت رادیو معاصر       | فکس اپیک         |       |